# Dramane Traoré
Pour les articles homonymes, voir Traoré.
Dramane Traoré, dit Rivaldo, est un footballeur international malien, né le 17 juin 1982 à Bamako, jouant au poste milieu offensif

## Biographie
Dramane Traoré découvre le football dans la rue. Repéré par le Djoliba AC, il y signe en 1997 en tant que cadet. Après deux années de formation, il rejoint le Stade malien car le Djoliba AC n voulait pas l’incorporer en équipe A. En 2000, il est finaliste de la coupe du Mali, le stade s'incline sur le score de 1-0 face au COB. En 2001, il retourne au Djoliba AC qui lui a « fait des propositions concrètes » et participe avec l'équipe malienne des moins de 20 ans aux éliminatoires du championnat d'Afrique de cette catégorie d'âge mais n'est pas retenu pour la phase finale en Éthiopie.
Dramane Traoré effectue fin 2001 un essai au sein du club égyptien de l'Ismaily SC qui se révèle concluant et il rejoint ce club en fin de saison. Il est finaliste de la Ligue des champions d'Afrique en 2003 avec le club égyptien d'Ismaily SC terminant meilleur buteur et  meilleur joueur de la compétition. Dramane Traoré fait partie de l'équipe olympique malienne en 2004, qui est quart de finaliste, battue par l'Italie, après avoir fini en tête du groupe A. 
Il rejoint ensuite le Club africain ou il occupe la place de meneur de jeu de l'équipe.
Il arrive le 1er janvier 2006 au Lokomotiv Moscou depuis le Club Africain à l'issue d'un contrat jusqu'à fin décembre 2009 pour un montant de un million d'euros.
Après l'aventure russe, en fin décembre 2010, Dramane Traoré signe un contrat d'une durée de deux ans et demi à l'Espérance sportive de Tunis pour un salaire de 2,5 millions de dollars sur deux saisons, un record vient d'être battu en Afrique en termes de salaire selon eurosport.

## Carrière
- 1999-2001 : Stade malien ( Mali)
- 2001-2002 : Djoliba AC ( Mali)
- 2002-2005 : Ismaily SC ( Égypte)
- 2005-jan. 2006 : Club africain ( Tunisie)
- jan. 2006-déc. 2010 : Lokomotiv Moscou ( Russie)
  - jan. 2009-jan. 2010 : FC Kuban Krasnodar ( Russie) (prêt)
- jan. 2011-2011 : Espérance de Tunis ( Tunisie)
- 2011-2013 : Metalurg Donetsk ( Ukraine)
- 2013-2014 Dubaï Club ( Émirats arabes unis)
- déc. 2014-dèc. 2015 : PDRM FA ( Malaisie)
- 2016 : Kelantan FA ( Malaisie)
- 2016 : FC Pune City ( Inde)

## Palmarès

### En club
- Champion d'Égypte en 2002 avec Ismaily SC.
- Champion de Tunisie en 2011 avec l'Espérance de Tunis.
- Vainqueur de la Coupe de Russie en 2007 avec le Lokomotiv Moscou.
- Vainqueur de la Railways Cup en 2007 avec le Lokomotiv Moscou.
- Vainqueur de la Coupe de Tunisie de football en 2011 avec l'Espérance de Tunis.

### Distinctions personnelles
- Meilleur joueur de la Ligue des champions d'Afrique en 2003

. Meilleur buteur de la Ligue des champions d'Afrique 2003 (8 buts)
- Meilleur buteur du Championnat de Malaisie en 2015 (19 buts)